# نور سورر
نور سورر (انگلیسی: Nur Sürer; زادهٔ ۲۱ ژوئن ۱۹۵۴) بازیگر اهل ترکیه است. وی از سال ۱۹۷۹ میلادی تاکنون مشغول فعالیت بوده‌است.
از فیلم‌ها یا برنامه‌های تلویزیونی که وی در آن نقش داشته‌است می‌توان به سفر امید، خانواده و گودال اشاره کرد.